# بيندت روث
بيندت روث (بالدنماركية: Bendt Rothe)‏ هو محامي وممثل دانمركي، ولد في 9 مايو 1921 بالدنمارك، وتوفي بنفس المكان في 31 ديسمبر 1989.

## أعمال

### أفلام
- (1987) عيد بابيت[2]

## وصلات خارجية
- بيندت روث على موقع IMDb (الإنجليزية)
- بيندت روث على موقع ألو سيني (الفرنسية)
- بيندت روث على موقع أول موفي (الإنجليزية)
- بيندت روث على موقع قاعدة بيانات الأفلام السويدية (السويدية)
- بيندت روث على موقع قاعدة بيانات الفيلم (الإنجليزية)
- بيندت روث على موقع كينوبويسك (الروسية)